# Symballophthalmus dissimilis
Symballophthalmus dissimilis är en tvåvingeart som först beskrevs av Fallen 1815.  Symballophthalmus dissimilis ingår i släktet Symballophthalmus och familjen puckeldansflugor. Arten är reproducerande i Sverige. Inga underarter finns listade i Catalogue of Life.